# Canada International Film Festival
Das Canada International Film Festival ist ein jährlich stattfindendes Filmfestival. Im März 2017 fand die elfte Ausgabe des Festivals statt, bei dem Preise in mehreren Kategorien vergeben werden. Insgesamt waren bereits Filme aus 90 Ländern auf dem Festival zu sehen. Aktueller Leiter des Festivals ist Monty Lapca. Das Motto der Veranstaltung ist „Komm, feier und teile deine Leidenschaft für Filme!“

## Austragung
Das Festival wurde 2007 auf Initiative des Geschäftsmannes Rick Weisner zum ersten Mal ausgetragen. Von 2009 bis 2016 fand es im Edgewater Casino im Zentrum von Vancouver statt. Die elfte Ausgabe des Canada International Film Festivals im Jahr 2017 brachte eine große Veränderung mit sich: Die Filme wurden nur digital vorgestellt und die Sieger auf der Internetseite des Ausrichters bekannt gegeben.
Das Canada International Film Festival ist eines der größten seiner Art in Kanada.

## Preise und Gewinner
Beim Canada Film Festival werden jährlich eine Reihe von Preisen vergeben. Über den Sieger in den jeweiligen Kategorien entscheidet jeweils eine Jury aus ausgewählten Experten aus der Film- und Fernsehbranche. In der folgenden Tabelle werden jeweils die Kategorie, der Regisseur und der englische Originaltitel der Siegerfilme des Jahres 2017 aufgelistet:
| Kategorie                                     | Sieger 2017                       | Regisseur                           |
| --------------------------------------------- | --------------------------------- | ----------------------------------- |
| Großer Preis (bester Film)                    | The art of recovery               | Peter Young                         |
| Besonderer Jury Preis                         | Rock & Roll nomads und I am Grace | Aaron Goodyear Christopher H.K. Lee |
| Bester kanadischer Film                       | The letter carrier                | Jesse L Martin, Rick Cosnett        |
| Bester Spielfilm                              | Wilderness                        | Justin John Doherty                 |
| Bester Animationsfilm                         | Hope                              | Michael Scherrer                    |
| Beste Komödie                                 | Your money or your wife           | Iain MacLeod                        |
| Bester Regisseur                              | Lulu the movie                    | Michelle Chong                      |
| Bester Dokumentations-Spielfilm               | Orphans of the Genocide           | Bared Maronian                      |
| Beste Dokumentation                           | Steward of the occean             | Chloe Carothers                     |
| Bestes Drama                                  | Wanderer                          | Mark O'Brien, Jake Wilkens          |
| Bester Umwelt-Film                            | On the Brink: Uncharted Waters    | Vincent Soberano                    |
| Bester experimenteller Film                   | Light                             | Tatsu Aoki                          |
| Bester ausländischer (nicht kanadischer) Film | Elijah’s Ashes                    | Ryan Barton -Grimley                |
| Bester Kurzfilm                               | Behind Bars                       | Jeff Wincott                        |
| Bester Science-Fiction-Film                   | In Memory                         | Robert Kirbyson                     |
| Bestes Musikvideo                             | Born addicted                     | Chadi Younes                        |
| Bestes Drehbuch                               | This is my son                    | John Corcoran                       |
| Bester Familien-Film                          | Kids From Camelot                 | Terence E. Wolfe                    |
| Bester Studenten-Film                         | Cheers and Queers                 | Isabella Richter de Medeiros        |
| Bester Action-/Sport-Film                     | Klocked: Women with Horsepower    | Michelle Carpenter                  |
| Direktor mit dem besten Premieren-Film        | The Duchess of Cancun             | Mike Gallant                        |
| Bester Thriller                               | Life Sentence                     | Jesús Alarcón                       |
| Beste TV-Serie                                | My Mechanical Friend              | Hollie Seidel, Charles Astuto       |